# Top Canal
Top Canal – polska prywatna stacja telewizyjna działająca w latach 1992–1994.

## Historia
W niektórych źródłach Top Canal uchodzi za pierwszą w ogóle prywatną polską stację telewizyjną, jednak faktycznie wcześniej zostały uruchomione m.in. Studio Ursynat na warszawskim Ursynowie (marzec 1988), Sky Orunia w Gdańsku (1989), PTV Echo we Wrocławiu (luty 1990) oraz PTV Morze w Szczecinie (październik 1991).
Top Canal rozpoczął działalność 4 września 1992 roku. Właścicielem stacji był Jacek Żelezik, dyrektorem programowym Tadeusz Kraśko, a rzecznikiem prasowym Zdzisław Mac. Program emitowano z dachu Domu Studenckiego „Riviera” w Warszawie. Stacja była dostępna wyłącznie w Warszawie oraz jej okolicach. 5 września 1992 roku Top Canal, jako pierwsza polska stacja telewizyjna, wyemitowała film Łowca jeleni. Filmy emitowane na antenie stacji odtwarzano bezpośrednio z wypożyczanych kaset VHS. Obok filmów stacja emitowała również mecze Legii Warszawa, programy poświęcone muzyce disco polo (m.in. program Disco Show). W programie Disco Show prezentowano teledyski wykonawców disco polo w formie listy przebojów. Prowadzącym program był Tomasz Samborski. Szefem muzycznym stacji był Robert Leszczyński. Top Canal emitował również program informacyjny Jak nas widzą, w którym zagraniczni dziennikarze wyrażali swoje zdanie o Polsce, oraz poranny i popołudniowy program Gość Radia Zet. Prowadzącą program Jak nas widzą była Justyna Pochanke.
Programy stacji Top Canal były również emitowane z magnetowidów na telewizorach zamontowanych w przegubowych Ikarusach linii 505 Zarządu Transportu Miejskiego w Warszawie. W 1993 roku Top Canal wraz z Radiem Zet zorganizował pierwszą radio-telewizyjną debatę polityków z udziałem widzów.
Kanał był bojkotowany przez legalnych dystrybutorów ze względu na emisję pirackich treści bez licencji. Działalność Top Canal krytykowała również Telewizja Polska. 2 kwietnia 1993 roku prokuratora zaliczyła Top Canal (obok Radia Zet, Radia S, Radia Wawa i Nowej Telewizji Warszawy) jako stację jawnie naruszającą ustawę z dnia 29 grudnia 1992 roku o radiofonii i telewizji, rozpowszechniającą programy radiowe lub telewizyjne bez koncesji.
Prowadzona przez Jacka Żelezika i Pera Tornberga spółka Top Canal Media bezskutecznie ubiegała się o przyznanie koncesji na nadawanie programu ogólnopolskiego. W 1994 roku stacja wzięła udział w pierwszym konkursie na ogólnopolski kanał telewizyjny. Przed konkursem szef stacji wysłał list otwarty do Krajowej Rady Radiofonii i Telewizji z propozycją, by przyznać koncesje wszystkim osobom biorącym udział w konkursie.
Top Canal zaprzestał nadawania 21 września 1994 roku, w wyniku operacji wyłączenia i konfiskaty urządzeń nadawczych przez Państwową Agencję Radiokomunikacyjną, przeprowadzoną na wniosek prokuratury przy wsparciu policji i brygady antyterrorystycznej. Kilka dni po zamknięciu stacji Żelezik zażądał od Krajowej Rady Radiofonii i Telewizji udzielenia odpowiedzi w sprawie sposobu przydzielenia częstotliwości i przyznania praw do emisji programów telewizyjnych w Polsce. W listopadzie 1994 roku Krajowa Radia Radiofonii i Telewizji otrzymywała informacje o próbach wznowienia emisji stacji.
W sondażu przeprowadzonym przez Centrum Badania Opinii Społecznej we wrześniu 1994 roku, 12% badanych przyznało, że oglądało stację Top Canal. Według tego samego sondażu Top Canal był drugą (po Polonii 1 oferującej kilkanaście programów) piracką stacją telewizyjną co do popularności wśród osób oglądających tego typu programy.